# Rehe im Walde II

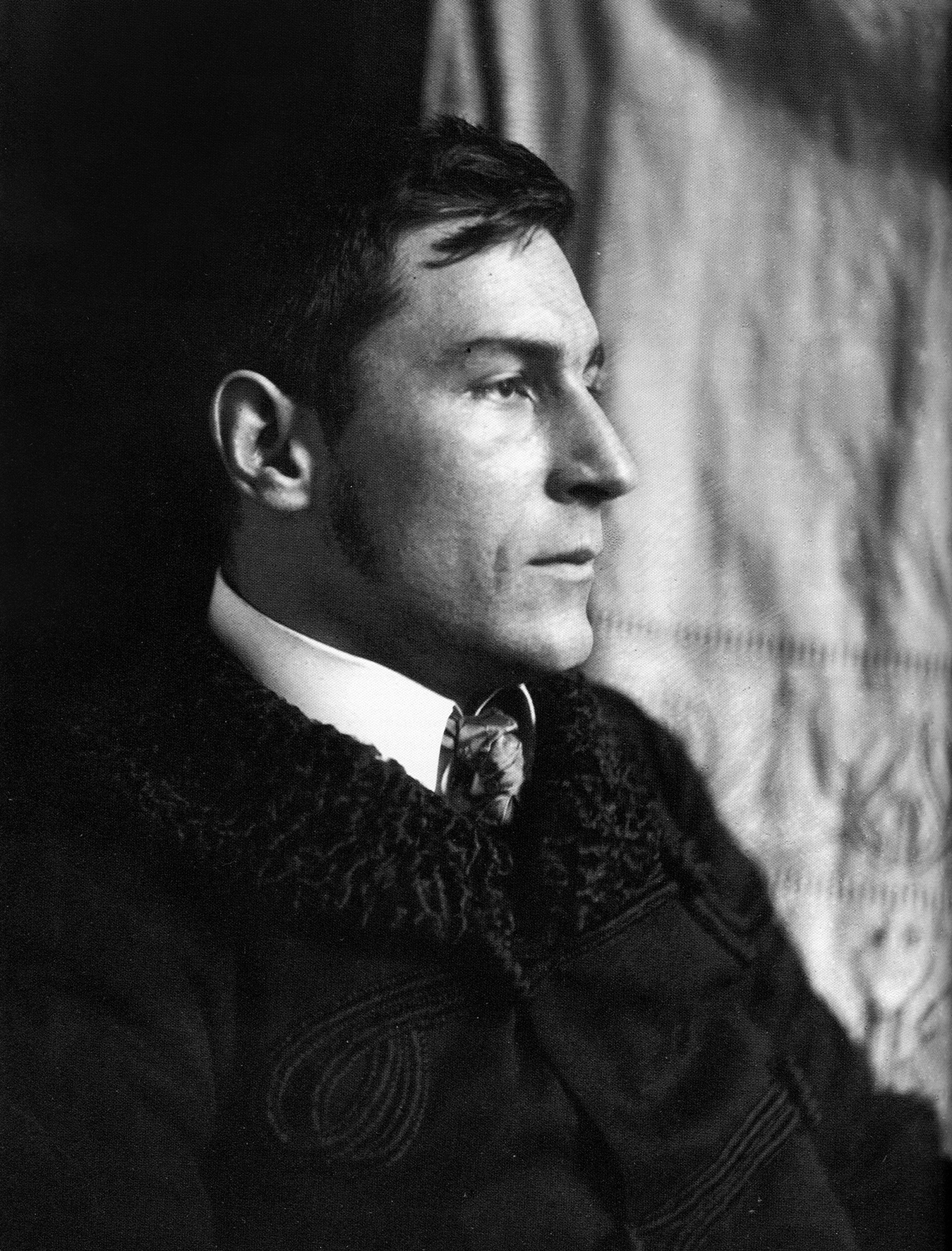
Franz Marc (1913)

Rehe im Walde II ist der Titel eines Gemäldes des expressionistischen Malers Franz Marc aus dem Jahr 1914. Es ist eines der letzten Ölgemälde des Künstlers und befindet sich heute in der Staatlichen Kunsthalle in Karlsruhe. In diesem Werk widmete er sich in einer Phase der abstrakten Malerei wieder der Tierdarstellung.

## Bildanalyse
Das Gemälde wird bestimmt durch diagonal, vertikal und horizontal verlaufende Linien, die den Bildraum in einzelne Felder unterteilen und ihm eine kristalline Struktur verleihen. Manche der Linien sind auch gekrümmt. In diese Struktur sind die Darstellungen der Tiere eingebettet, so dass durch die Verschränkung von Figuren, Hintergrund und Raster ein Eindruck der Durchdringung und Durchsichtigkeit entsteht. Die Farbgebung beschränkt sich dabei auf die Primärfarben Rot, Gelb und Blau und ihre sekundären Mischfarben. Die Bildgestaltung ist sicher auch von der damals vorherrschenden Stilrichtung des Kubismus geprägt. Farben und Formen weisen aber vor allem auf Marcs Beschäftigung mit dem spektralfarbigen Orphismus von Robert Delaunay hin.

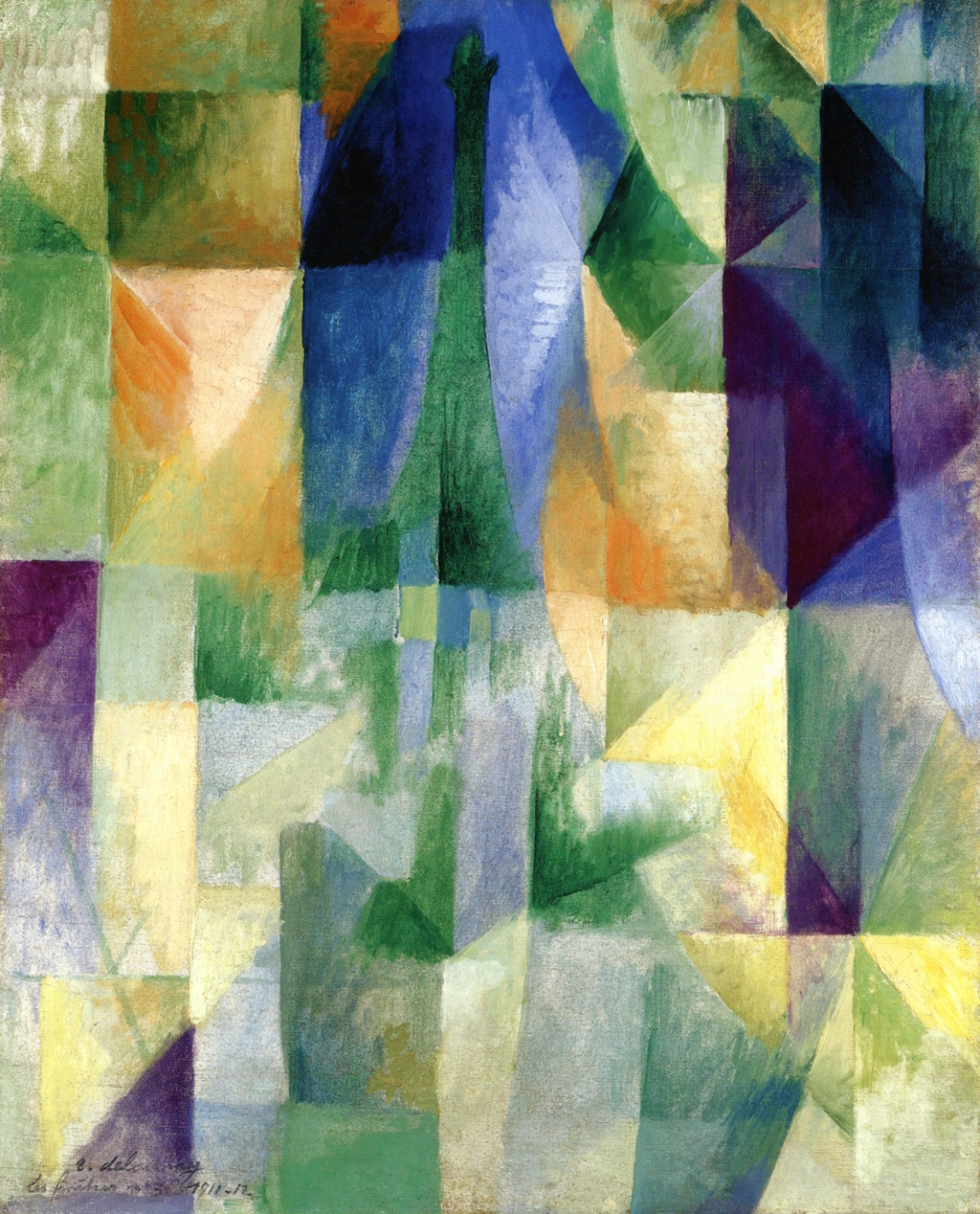
Robert Delaunay: Les Fenêtres sur la Ville (1912)

Im unteren Teil des Bildes erkennt man links im Vordergrund eine in Dunkelrot gehaltene Ricke, rechts daneben in blassgelben Tönen ein Rehkitz und darüber einen Rehbock, der in Blautönen dargestellt ist. Die Tiere scheinen sich gegenseitig anzublicken, wobei ihre Köpfe in einem rechtwinkligen Dreieck angeordnet sind. Die Ricke wendet den Kopf nach rechts den beiden anderen Tieren zu, wohingegen Rehbock und Rehkitz jeweils zu ihr nach links blicken. Die Blicke von Rehkitz und Rehbock könnten sich aber auch zum linken Bildrand wenden, wo ein Ereignis außerhalb des Bildes ihre Aufmerksamkeit erregt hat. Jedenfalls muss der Rehbock aufgrund seiner Körperausrichtung nach rechts den Kopf in die Gegenrichtung wenden. Die Körper von Ricke und Rehkitz sind dagegen parallel zueinander nach links ausgerichtet. Die Szene beherrscht insgesamt der Rehbock, dessen Körper und Kopf etwa auf der Mittellinie ein gleichschenkliges Dreieck bilden.
Die Farbgebung der Tiere entspricht der von Marc entwickelten Farbenlehre. Er ging dabei wie Goethe von den drei Grundfarben Blau, Gelb und Rot aus, denen er jeweils eine individuelle Charakteristik zuordnet. In leicht abgewandelter Form treten diese Eigenschaften in diesem Werk wieder hervor. Das Blau des Rehbocks verkörpert das männliche Prinzip, herb und geistig, das Gelb des Rehkitzes das weibliche Prinzip, sanft, heiter und sinnlich. Hier dienen diese Attribute zur Beschreibung des Kindlichen. Die Farbe Rot der Ricke verkörpert für Marc eigentlich die Materie, brutal und schwer. Hier vergegenwärtigt das zum Braun hin neigende Rot die Erde, das Weibliche, das das Leben hervorbringt.
Im Hintergrund der Szene sieht man auf der linken Seite das Grün der Waldvegetation in frischen und gesättigten Schattierungen. Grün ist nach der Farbenlehre von Marc die Komplementärfarbe zu Rot und erweckt die Materie zum Leben. Daneben ragt ein gelber Streifen von oben in die Bildmitte und beleuchtet wie ein Lichtschein den Rehbock. Der rechte Teil des Hintergrunds dagegen ist durch rechteckige Formen in verschiedenen Nuancen von Purpurtönen gestaltet und erinnert an sakrale Glasfenster in einem Kirchenraum. Mit Violett als Mischung aus Rot und Blau assoziierte Marc tiefe Trauer, die durch Gelb als Komplementärfarbe wieder versöhnt wird. Tatsächlich scheint die Szenerie auch aufgrund der Farbgebung etwas Bedrohliches zu enthalten, das die Idylle bald beenden könnte, worauf vielleicht auch die Wachsamkeit des Rehbocks hindeutet.
Das Gemälde ist keine Wiedergabe einer Naturbeobachtung, vielmehr kommt den dargestellten Tieren eine symbolische Bedeutung zu, worauf der mythische Charakter des Bildes hindeutet. Die Rehe verkörpern korrespondierend mit ihrer Farbgestaltung bestimmte Typen und Funktionen, die sich gegenseitig bedingen: Der beschützende Mann, die umsorgende Frau und das schutzbedürftige Kind. Das Vater-Mutter-Kind-Schema verweist auch auf das religiöse Vorbild der Heiligen Familie aus der katholischen Tradition. Diese eng verbundene Gemeinschaft, die ganz auf sich bezogen ist, umfasst wahrscheinlich auch das, was Franz Marc unter Glück verstand.

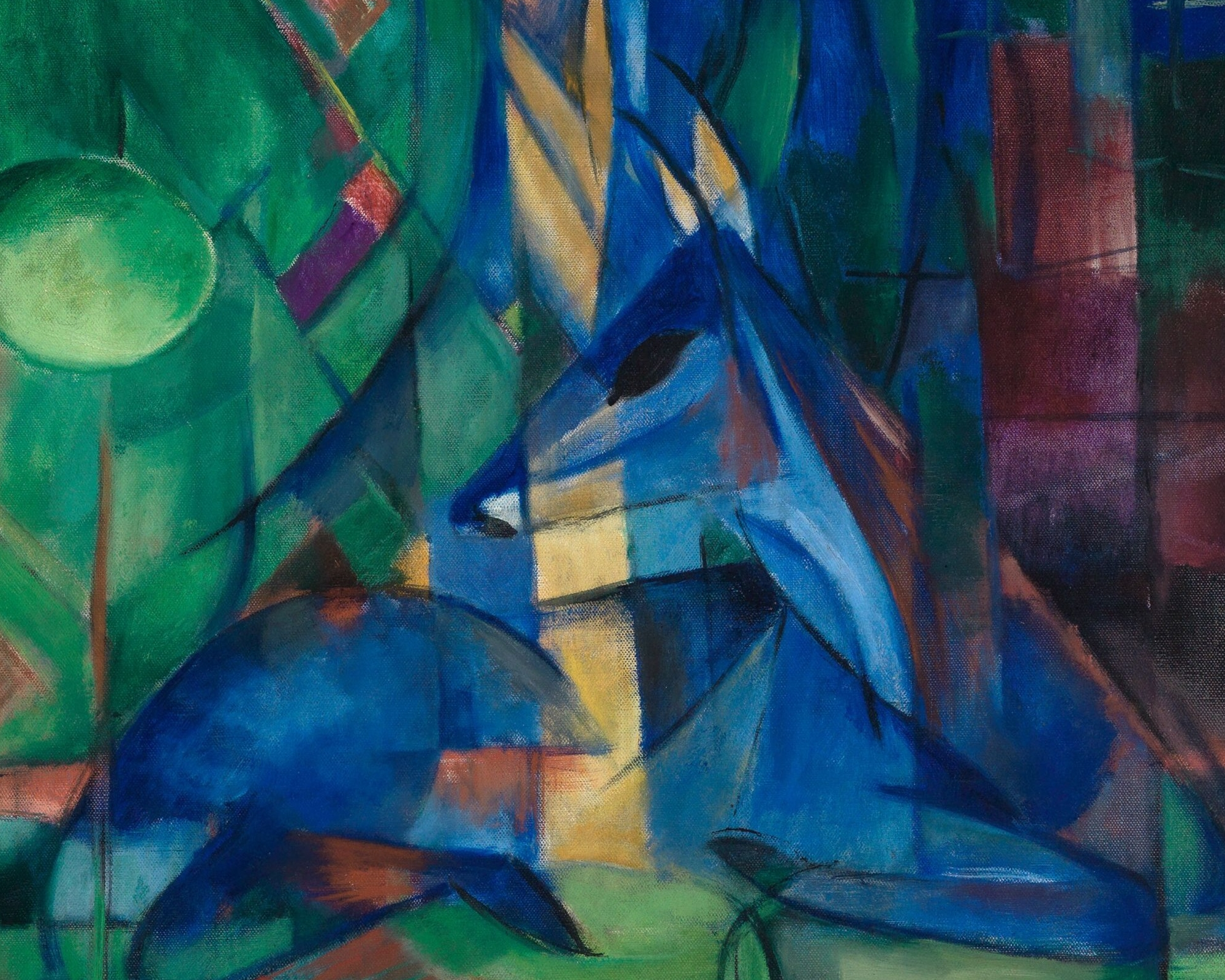
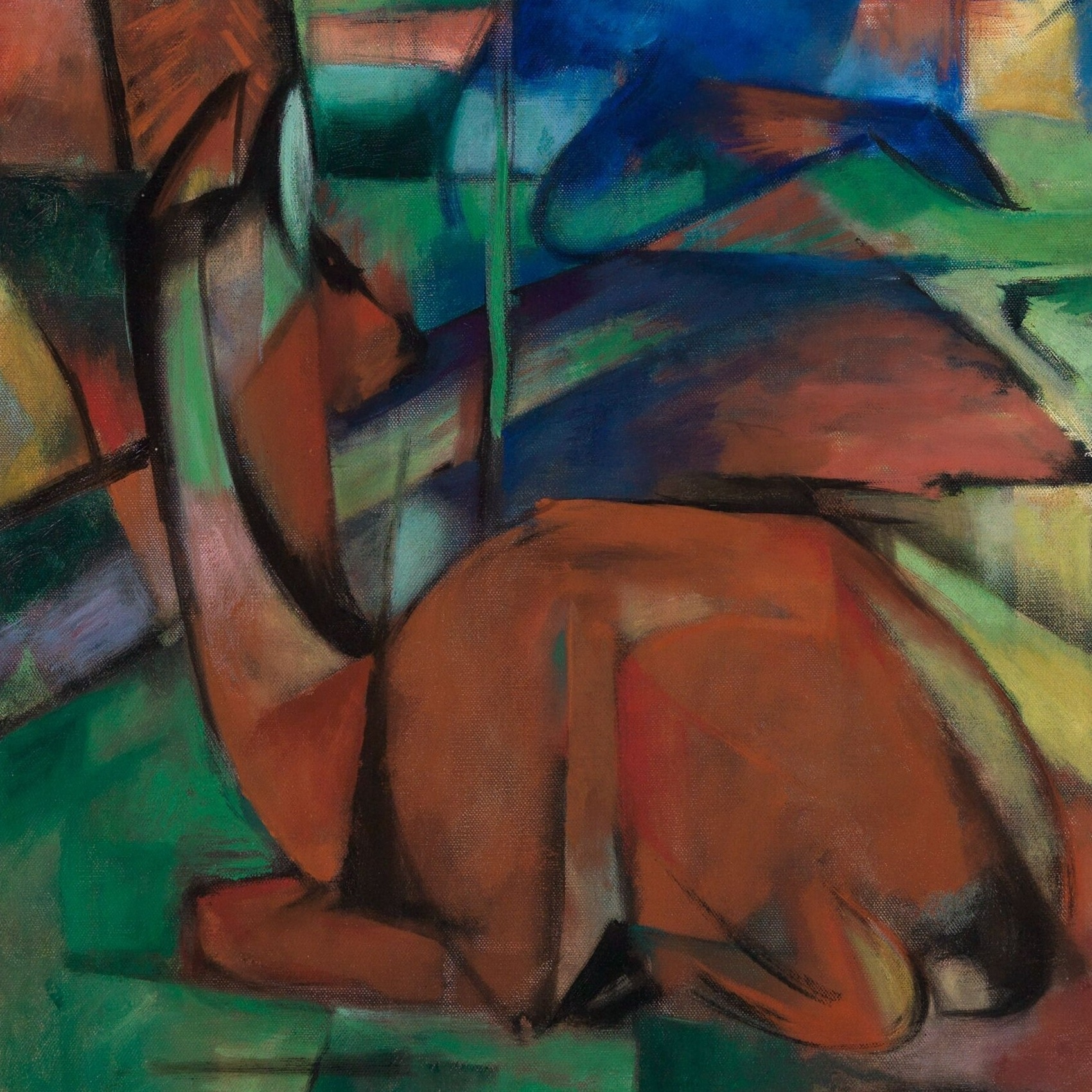
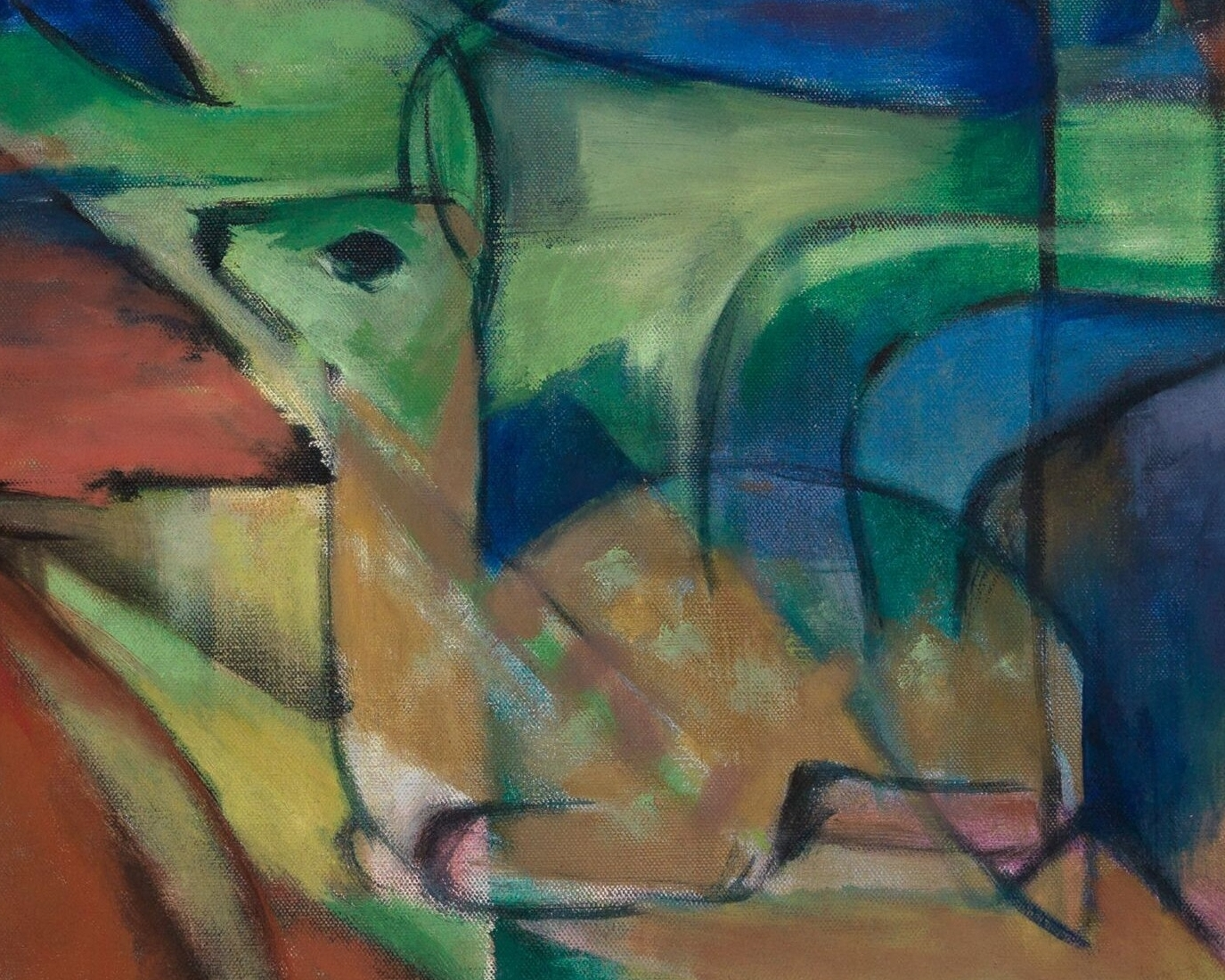
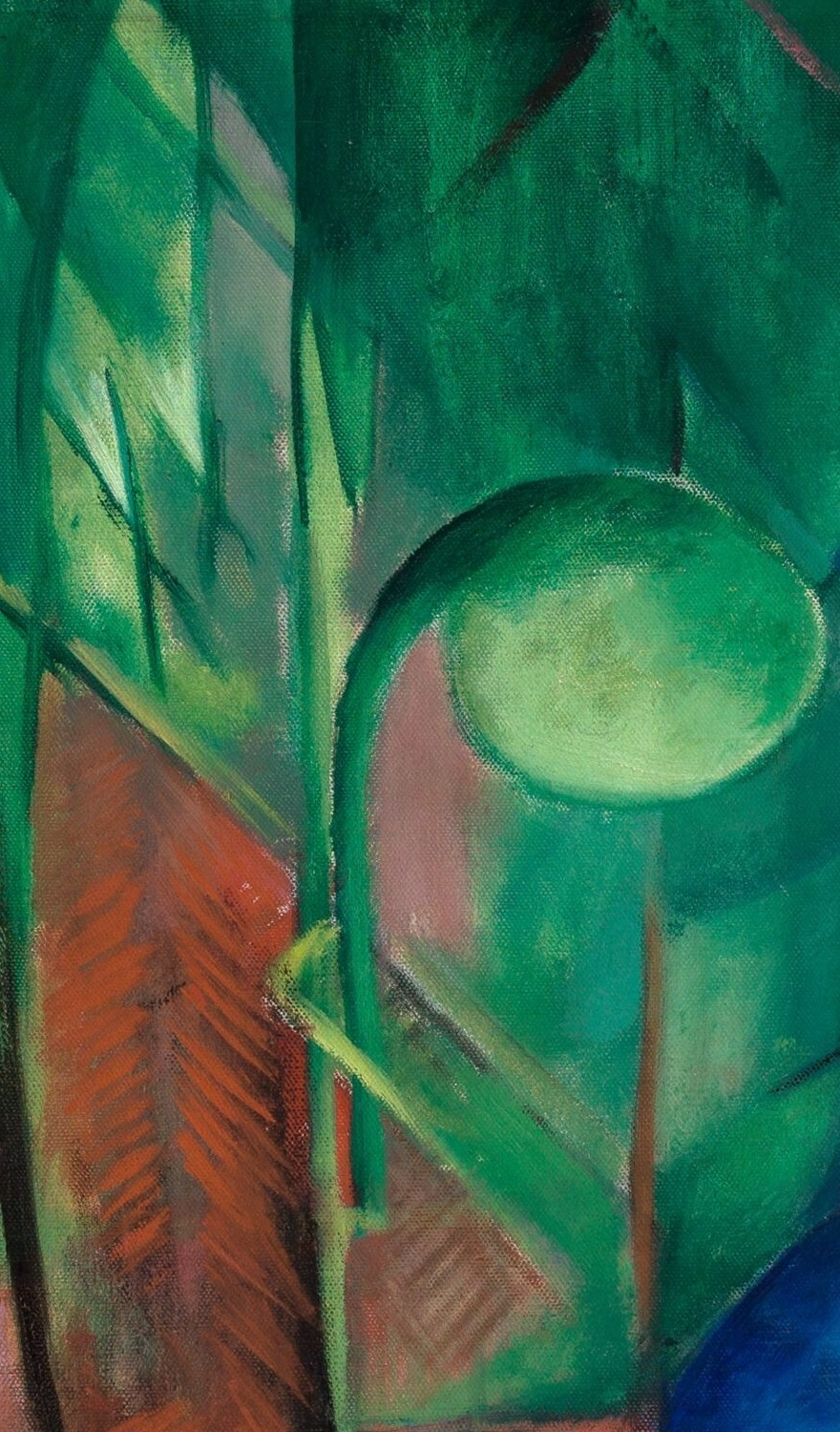
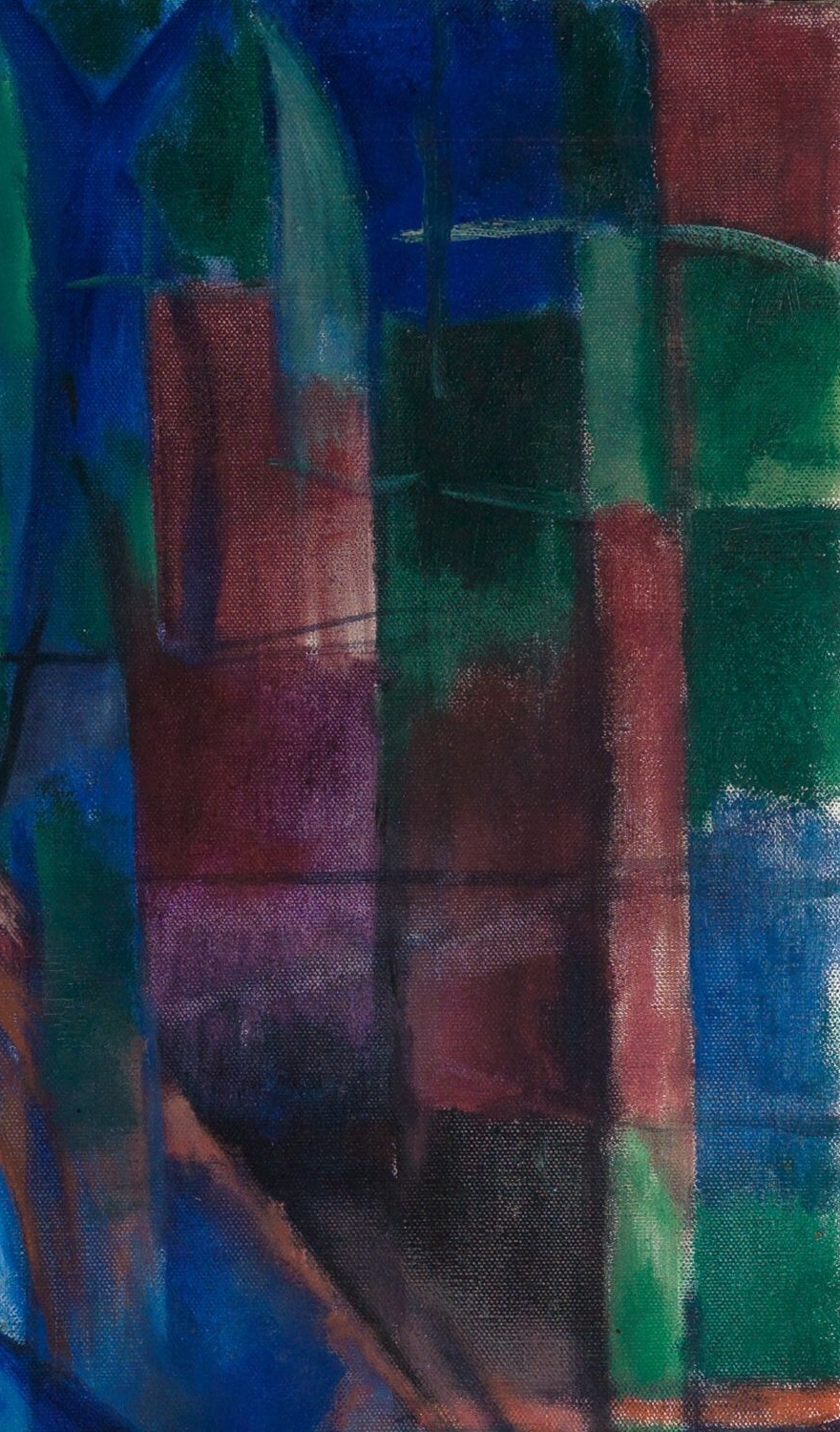

## Hintergrund

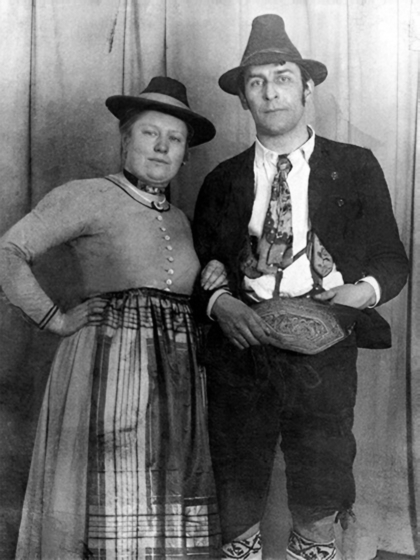
Franz und Maria Marc in oberbayerischer Tracht vor 1914

Das Gemälde entstand wahrscheinlich im Frühjahr 1914 in Ried bei Kochel am See in einer Villa, die Marc und seine Frau Maria Marc im April bezogen hatten. Marc hatte dort ein Gehege für Rehe angelegt. Der Freude über den Anblick der Rehe entsprang wohl die Darstellung. 1914 hatte er sich der abstrakten Malerei zugewandt und schuf mehrere Kleine Kompositionen und eine Serie, zu der Heitere Formen, Spielende Formen, Kämpfende Formen und Zerbrochene Formen zählen. In den ersten beiden Bildern werden die Harmonie und Idylle beschworen, wohingegen sich die beiden anderen mit dem Kampf und Untergang befassen. Marc war zu dieser Zeit offenbar zwiespältigen Gefühlen ausgesetzt, die zwischen Wohlbehagen in der ländlichen Idylle und Endzeitstimmung schwankten. Rehe im Walde II betont in diesem Kontext den Aspekt der Harmonie. Der Entstehungszeitpunkt des Gemäldes, das gelegentlich als sein letztes Werk angesehen wird, ist allerdings ebenso wenig geklärt wie die chronologische Einordnung.
Unmittelbar nach Ausbruch des Ersten Weltkriegs meldete sich Marc zum Kriegsdienst. Er fiel im März 1916 in der Nähe von Verdun. Wie er im April 1915 von der Kriegsfront an Maria Marc schrieb, sah Marc im Rückblick die Abstraktion als Endpunkt seines Schaffens, da er wie schon die Menschen nun auch die Tiere als unrein und hässlich empfand. Umso bemerkenswerter erscheint, dass er sich auch 1914 der Tierdarstellung widmete, wenn auch im Gegensatz zu seinen früheren Werken wie Rehe im Walde I in einer abstrakteren Formensprache. Dieses Werk entspricht vielleicht insofern seinem erklärten Ziel, das Wesen der Natur und der Tiere fühlbar zu machen und dem organischen Rhythmus aller Dinge Ausdruck zu verleihen.

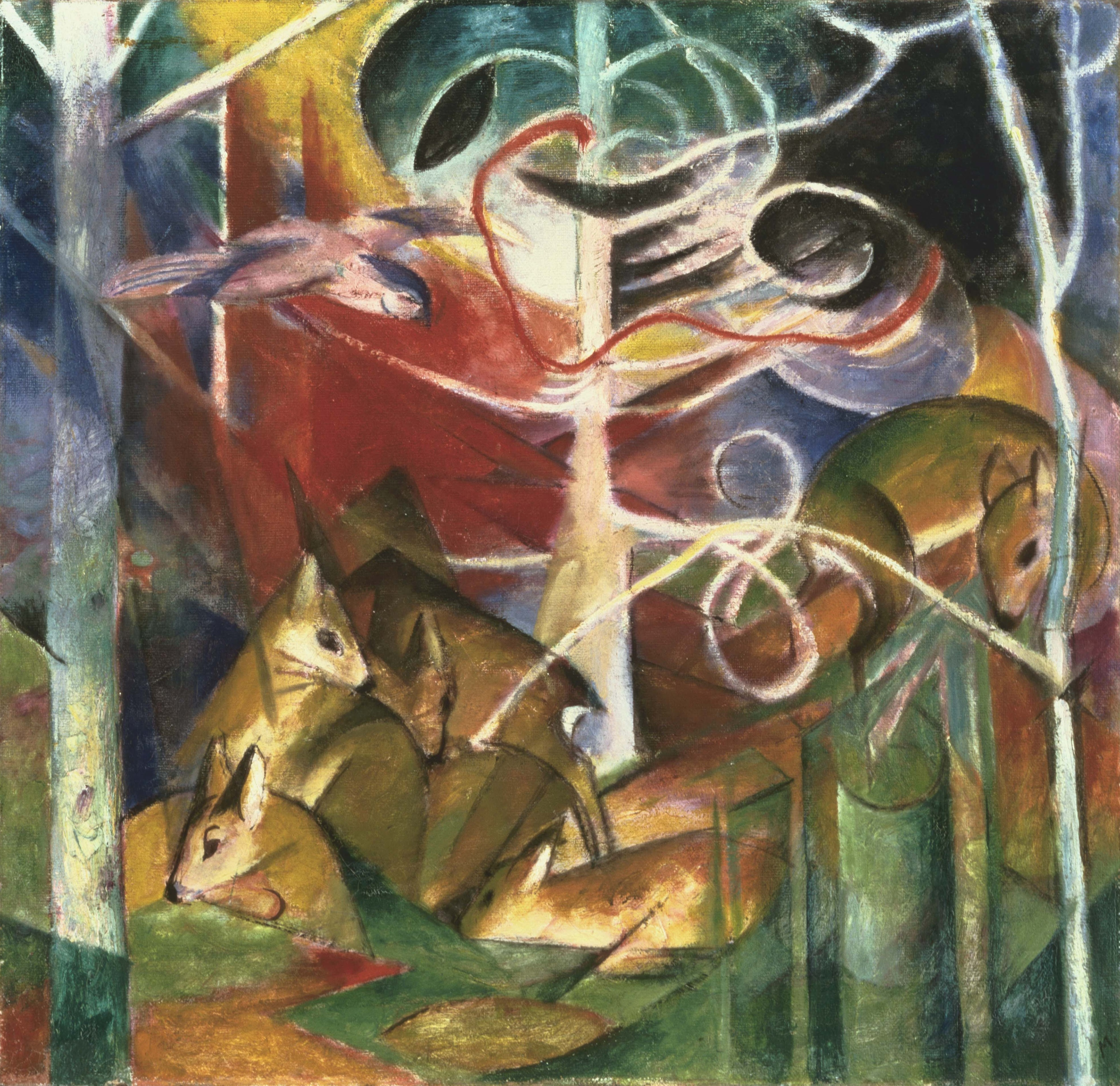
Rehe im Walde I
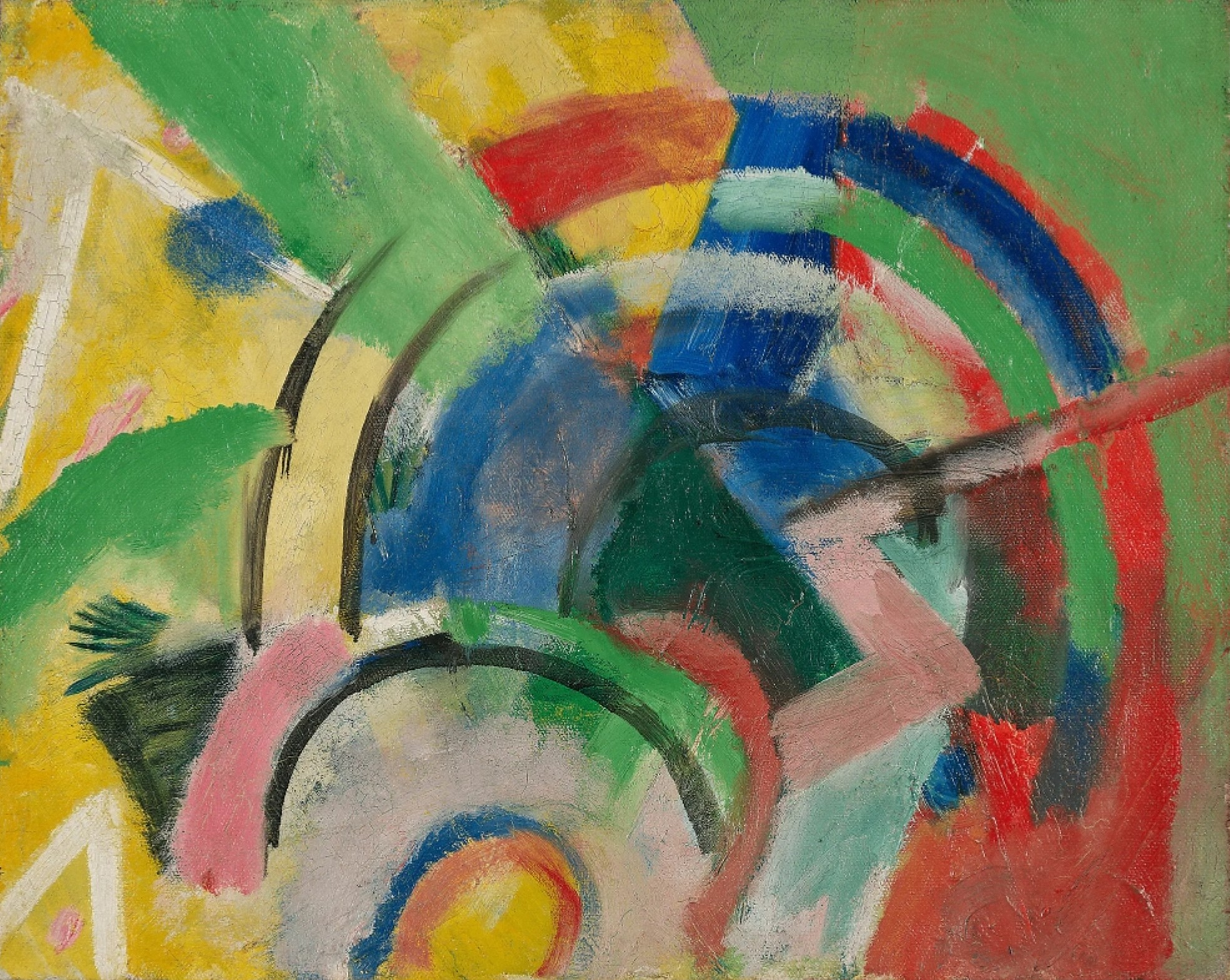
Kleine Komposition IV
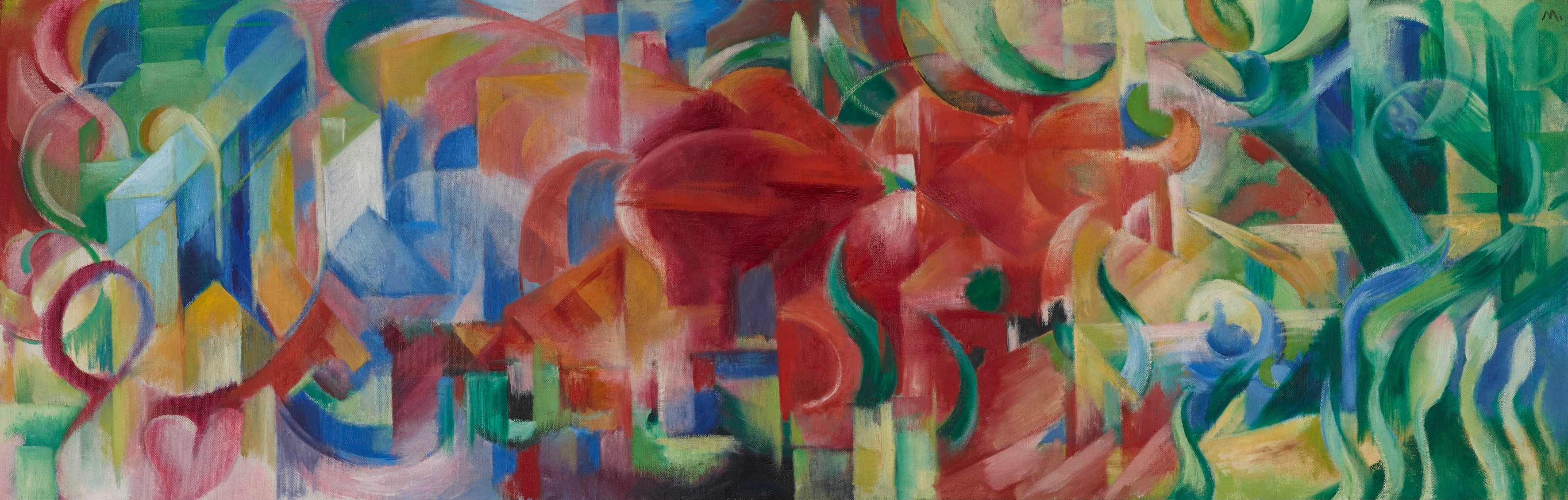
Spielende Formen
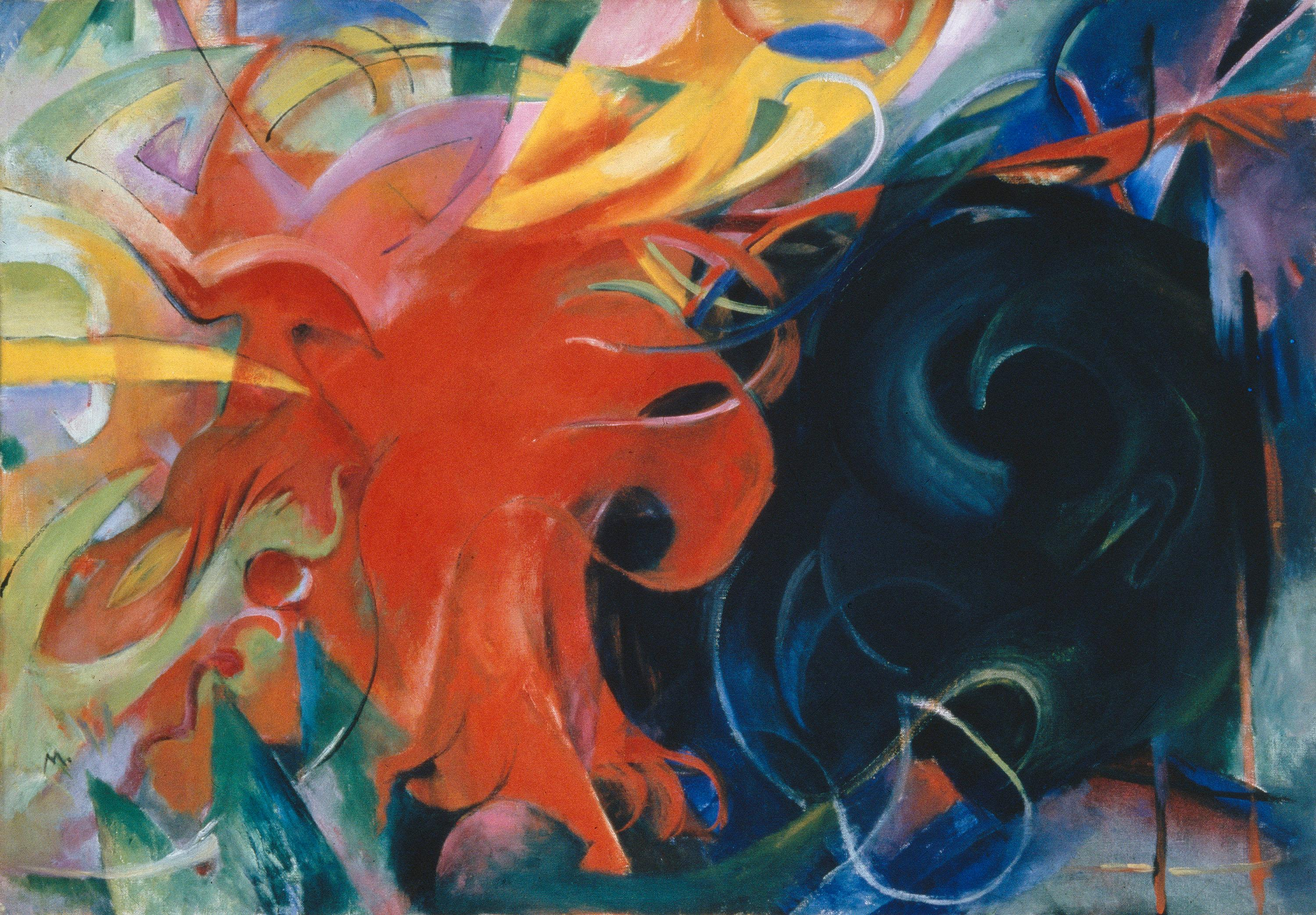
Kämpfende Formen
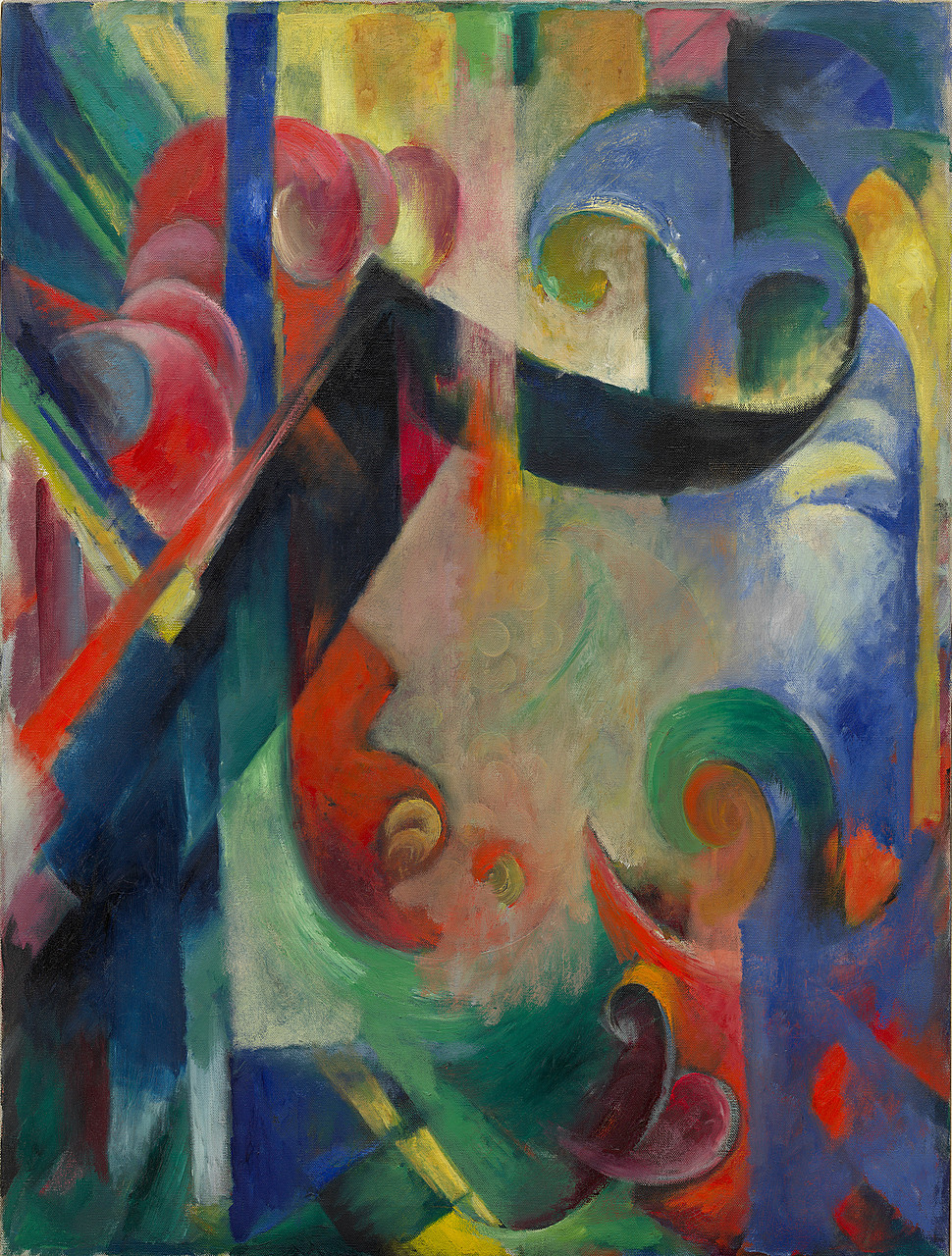
Zerbrochene Formen

## Ausstellungen
- 1916: Franz Marc Gedächtnisausstellung. Münchener Neue Secession
- 1917: Franz Marc Gedächtnisausstellung. Nassauischer Kunstverein Wiesbaden
- 1936: Franz Marc Gedächtnisausstellung. Kestner Gesellschaft, Hannover
- 1936: Franz Marc. Galerie Nierendorf, Berlin
- 1955: Kunst unserer Zeit. Staatliche Kunsthalle Karlsruhe
- 1955: documenta 1. Kassel
- 1956: Hundred Years of German Painting. Tate Gallery, London
- 1958: Aufbruch zur modernen Kunst. Haus der Kunst, München
- 1999–2000: Das XX. Jahrhundert. Ein Jahrhundert in Deutschland. Neue Nationalgalerie, Berlin
- 2009: Marc, Macke und Delaunay. Die Schönheit einer zerbrechenden Welt. Sprengel Museum Hannover
- 2005–2006: Städtische Galerie im Lenbachhaus, München
- 2011: Unsere Moderne. Staatliche Kunsthalle Karlsruhe
- 2014–2015: August Macke und Franz Marc. Eine Künstlerfreundschaft. Kunstmuseum Bonn
- 2015: August Macke und Franz Marc. Eine Künstlerfreundschaft. Städtische Galerie im Lenbachhaus, München
- 2017: Adolf Erbslöh. Von der Heydt-Museum, Wuppertal
- 2018–2019: Franz Marc and August Macke. Neue Galerie New York
- 2019: Franz Marc and August Macke. Musée d’Orsay, Paris
- 2019: Franz Marc auf dem Weg zum „Blauen Reiter“. Germanisches Nationalmuseum, Nürnberg
- 2019–2020: Darf ich Dir meine Sammlung zeigen? 40 Jahre – Meisterwerke zu Gast. Wilhelm-Hack-Museum, Ludwigshafen